# En cigarets tid - et portræt af Arthur Køpcke
En cigarets tid - et portræt af Arthur Køpcke er en dansk portrætfilm fra 1969, der er instrueret af Anders Hauch.

## Handling
På en cigarets tid og med det gentagne aktiviserende ledemotiv "Brug din egen fantasi" bringer filmen direkte et portræt af kunstneren Arthur Køpcke, indirekte en dokumentation af en række utraditionelle idéer om kunstens former og funktioner (Fluxusbevægelsen etc.), som har spillet en væsentlig rolle i kunstlivet i 1960'erne, og som Arthur Køpcke har gjort sig til talsmand for.